# Sam Maes
Sam Maes (Edegem, 7 juni 1998) is een Belgisch alpineskiër gespecialiseerd in de reuzenslalom. Maes woont en traint al sinds zijn kindertijd in Oostenrijk, met als thuisbasis Zell am See.  

## Resultaten

### Olympische Winterspelen
| Jaar | Plaats      | Resultaten                    |
| ---- | ----------- | ----------------------------- |
| 2018 | Pyeongchang | 32e Reuzenslalom DNF2 Slalom  |
| 2022 | Peking      | DNF1 Slalom DNF1 Reuzenslalom |

### Wereldkampioenschappen
| Jaar | Plaats             | Resultaten                                            |
| ---- | ------------------ | ----------------------------------------------------- |
| 2019 | Åre                | 26e Reuzenslalom DNF1 Slalom                          |
| 2023 | Courchevel-Méribel | 9e Parallelreuzenslalom DNF1 Slalom DNS1 Reuzenslalom |
| 2025 | Saalbach           | 19e Slalom 25e Reuzenslalom                           |

### Wereldbeker
Eindklasseringen
| Seizoen   | Algm | SL  | RS  |
| --------- | ---- | --- | --- |
| 2018/2019 | 105e | –   | 32e |
|           |      |     |     |
| 2020/2021 | 131e | –   | 46e |
|           |      |     |     |
| 2022/2023 | 77e  | 47e | 27e |
| 2023/2024 | 56e  | 40e | 22e |
| 2024/2025 | 54e  | 40e | 19e |

### Belangrijkste uitslagen
2025
- 09e wereldbekermanche in  Hafjell op de reuzenslalom
- 10e wereldbekermanche in  Kranjska Gora op de reuzenslalom
- 12e wereldbekermanche in  Sölden op de reuzenslalom

2024
- 11e wereldbekermanche in  Palisades Tahoe op de reuzenslalom
- 13e wereldbekermanche in  Saalbach op de reuzenslalom
- 15e wereldbekermanche in  Alta Badia op de reuzenslalom

2023
- 14e wereldbekermanche in  Kranjska Gora op de reuzenslalom
- 14e wereldbekermanche in  Palisades Tahoe op de reuzenslalom

2022
- 11e Wereldbekermanche in  Alta Badia op de reuzenslalom
- 15e Wereldbekermanche in  Alta Badia op de reuzenslalom

2020
- 18e Wereldbekermanche in  Sölden op de reuzenslalom

2019
- Wereldkampioenschappen voor junioren in  Val di Fassa op de slalom
- Wereldkampioenschappen voor junioren in  Val di Fassa op de reuzenslalom
- 12e Wereldbekermanche in  Kransjka Gora op de reuzenslalom

2018
- 32e Olympische Spelen in  Pyeongchang op de reuzenslalom
- DNF Olympische Spelen in  Pyeongchang op de slalom

2017
- Wereldkampioenschappen voor junioren in  Åre op het teamevenement
- 21e Wereldkampioenschappen voor junioren in  Åre op de reuzenslalom
- 57e Wereldkampioenschappen voor junioren in  Åre op de super G

2016
- 7e Olympische Jeugdspelen in  Lillehammer op de reuzenslalom
- 19e Olympische Jeugdspelen in  Lillehammer op de slalom
- 23e Olympische Jeugdspelen in  Lillehammer op de super G

2015
- 36e Europees Olympisch Jeugdfestival in  Vaduz op de reuzenslalom